# A hazugság művészete
A hazugság művészete (eredeti cím: The Good Liar) 2019-ben bemutatott brit-amerikai bűnügyi-thriller, melynek rendezője és producere Bill Condon. A forgatókönyvet Jeffrey Hatcher írta, Nicholas Searle azonos című regénye alapján. A főszerepben Ian McKellen és Helen Mirren láthatók.
Az Egyesült Királyságban 2019. november 8-án mutatták be, az Amerikai Egyesült Államokban pedig 2019. november 15-én. Magyarországon DVD-n jelent meg szinkronizálva 2021. január végén.
Általánosságban vegyes kritikákat kapott az értékelőktől, és a 10 milliós költségvetésével szemben összesen több mint 33 millió dolláros bevételt gyűjtött.
A történet középpontjában Roy Courtnay áll, aki egy Betty McLeish gazdag özvegyasszonnyal találkozik az internetes társkeresőről, majd rájön, hogy vagyonának ellopására irányuló tervében váratlan akadályok vannak.

## Cselekmény
2009, London. Roy Courtnay idősödő brit szélhámos, aki üzleti partnerével, Vincenttel együtt hamis személyazonosságot használ, hogy megtévessze az embereket, hogy hozzáférjenek a pénzügyeikhez. Legújabb célpontja Betty McLeish, az Oxfordi Egyetem egykori történelemprofesszora, aki egy évvel ezelőtt elvesztette férjét, és több mint 2 millió font sterling megtakarítással rendelkezik.
Rossz térdet színlelve Roy manipulálja Bettyt, hogy megengedje neki, hogy a házában lakjon. Folyamatosan arra biztatja, hogy nyisson vele közös offshore befektetési számlát, hogy ellophassa a pénzét. Ezzel párhuzamosan Roy és Vincent egy befektetési csalást hajtanak végre hamis orosz befektetők alkalmazásával. Az egyik álorosz, aki valójában egy lengyel hentes, nagyobb részesedést követel a bevételből; válaszul Roy verőlegényeket rendel, hogy törjék el a hentes kezét egy húsklopfolóval. Bryn rájön, hogy kirabolták, és követi Royt a Bettyvel való randevúja alatt. Amikor Brynt a közelben látja, Roy elküldi Bettyt az üzletekbe, mielőtt Brynt a Charing Cross metróállomásra csalogatja. Ott Roy leszúrja Brynt, majd egy érkező vonat útjába löki, és ezzel megöli. Roy újra találkozik Bettyvel a boltban.
Roy és Betty Berlinben nyaralnak, ahol Roy úgy tűnik, hogy ért németül, bár korábbi állítása szerint nem. Betty unokája, Steven elviszi a párt egy lakásba, amelyet Roy felismer. Steven elárulja, hogy „Roy Courtnay”-t - egy fiatal brit katonatisztet - 1948-ban ott ölt meg egy náci háborús bűnös, akit a szovjet feljegyzések szerint éppen követett. Elmesél egy bonyolult történetet a németországi küldetéséről, és eleinte elmagyarázza, hogy Hans Taub volt a német tolmácsa. A küldetés Hans Taub halálával végződött. Amikor Steven nem hajlandó elhinni a történetét, Roy kénytelen bevallani, hogy ő Hans Taub, és hogy ő lopta el Roy személyazonosságát, hogy elhagyhassa Németországot és újra feltalálhassa magát. Betty elfogadja a magyarázatát, és elutasítja Steven ellenvetéseit.
Nem sokkal később Roy és Betty azt tervezik, hogy átutalják a pénzüket a közös számlára. Vincent azt javasolja Roynak, hogy legalább a pénz egy részét hagyja meg Bettynek, hogy azzal segítsen az egészségi állapotán, de Roy elveti az ötletet, és ragaszkodik hozzá, hogy Betty teljes anyagi csaláson fog átesni, akárcsak a korábbi áldozatai. Azt mondja, elég pénzt akar ahhoz, hogy valahol a tengerparton üljön és pezsgőt kortyolgasson. Vincent vonakodva engedelmeskedik, és később részt vesz a tranzakciókban, amelyek ahhoz szükségesek, hogy a pár átutalja a pénzüket a közös számlára. Miután azonban elhagyja Bettyt, és visszatér a lakásába, Roy felfedezi, hogy már nincs nála a számlához való hozzáféréshez szükséges billentyűzet. Roy visszatér Betty házához, hogy visszaszerezze azt, de ott csak azt találja, hogy Betty már várja őt, és hogy a ház minden tartalmát elvitték.
Betty megpróbál vallomást kicsikarni Royból, mielőtt felfedné, hogy személyazonossága és személyes története hamis. Az igazi neve Lili Schröeder, és Royjal már találkozott, amikor 1943-ban német tinédzserek voltak, és Hans angol nyelvtanár volt. Az utolsó foglalkozáson, miután megpróbálta megcsókolni az egyik nővérét, Hans megerőszakolta Lilit. Miután a lány szülei a csók miatt nem engedték tovább a korrepetálást, Hans árulónak jelentette fel Lili apját, akit a nácik kivégeztek. Ez Lili édesanyját öngyilkosságba kergette. Később Lili testvérei meghaltak egy robbanásban, mindössze két héttel Adolf Hitler halála előtt. A háború befejezése után Lili szenvedett az oroszoktól; a túlélés érdekében megtanult jól hazudni. Végül Angliába jutott.
Miután elmesélte a múltjukat, Lili elmagyarázza Roynak, hogy végig tisztában volt azzal, hogy a férfi át akarja verni őt. Steven, aki valójában Lili igazi unokájának, Michaelnek a barátja volt, lenyomozta Roy/Hans bűnügyi múltját, és egy DNS-teszt során igazolták a személyazonosságát egy Betty/Lili gyerekkorából származó medál segítségével, amely Hans hajának egy darabját tartalmazta. Azt is elárulja, hogy Vincent elárulta Royt, miután szembesítették a bűneikről való tudásával.
Betty kiveszi Roy összes pénzét a közös számlájukról, így neki csak annyi pénze marad, amennyiből ki tudja fizetni a korábbi átverés áldozatait. Roy azt mondja, hogy bocsánatáért fog könyörögni, de Betty azt mondja, hogy ő „már túl van rajta”. Éppen amikor a nő távozni készül a házból, Roy bezárja az ajtót, és rátámad - de a nőnek sikerül elhárítania a férfit, mielőtt Bryn társa és a lengyel hentes, akit korábban becsapott, szembeszáll vele. Betty ezután elhagyja a házat, miközben Roy, aki a végsőkig dacol, nem hajlandó visszafizetni az ügyfeleit, következésképpen megverik. Hetekkel később Roy, aki a verekedés során súlyos agyvérzést szenvedett, a kórházban látható egy tengerpartot ábrázoló festett háttér előtt. Vincent meglátogatja őt. Roy képtelen beszélni vagy mozogni. Vincent ad neki inni, és azt mondja: „Tegyél úgy, mintha pezsgő lenne”, mire a folyadék kicsordul Roy lebénult szájából. Az utolsó jelenetben Betty boldogan látható a nagycsaládjával.

## Szereplők
| Szerep                       | Színész                     | Magyar hang      |
| ---------------------------- | --------------------------- | ---------------- |
| Betty McLeish/Lili Schröeder | Helen Mirren                | Bánsági Ildikó   |
| Roy Courtnay/Hans Taub       | Ian McKellen                | Fodor Tamás      |
| Steven                       | Russell Tovey               | Ágoston Péter    |
| Vincent Halloran             | Jim Carter                  | Papp János       |
| Bryn                         | Mark Lewis Jones            | Epres Attila     |
| Hans Taub (1948)             | Laurie Davidson             |                  |
| Roy Courtnay (1948)          | Phil Dunster                |                  |
| Beni                         | Lucian Msamati              | Bognár Tamás     |
| Vlad                         | Jóhannes Haukur Jóhannesson | Debreczeny Csaba |
| Michael                      | Tunji Kasim                 |                  |
| Hans Taub (1943)             | Spike White                 | Dér Zsolt        |
| Lili (1943)                  | Nell Williams               | Antóci Dorottya  |
| Annalise                     | Céline Buckens              |                  |
| titkárnő                     | Bessie Carter               |                  |

## A film készítése
2018 márciusában bejelentették, hogy Bill Condon rendezi a filmet, a főszerepeket pedig Ian McKellen és Helen Mirren játsszák. 2018 áprilisában Russell Tovey és Jim Carter csatlakozott a stábhoz.
A projekt forgatása 2018. április 23-án kezdődött Londonban, de néhány jelenetet Berlinben vettek fel.

## Megjelenés
A filmet 2019. november 8-án mutatták be az Egyesült Királyságban, és 2019. november 15-én az Amerikai Egyesült Államokban.

## Elismerések
| Díj                                | Ünnepség dátuma    | Kategória                                    | Részes(ek    | Eredmény |
| ---------------------------------- | ------------------ | -------------------------------------------- | ------------ | -------- |
| AARP Movies for Grownups Awards    | 2020. január 19    | Legjobb színésznő                            | Helen Mirren | Jelölve  |
| Alliance of Women Film Journalists | 2020               | Színésznő dacolva a korral és az ageizmussal | Helen Mirren | Jelölve  |
| Satellite Award                    | 2019. december 19. | Legjobb színésznő drámában                   | Helen Mirren | Jelölve  |
| The Queerties                      | 2020. február 26.  | Filmteljesítmény                             | Ian McKellen | Jelölve  |

## Fordítás
- Ez a szócikk részben vagy egészben  a   The Good Liar című angol Wikipédia-szócikk fordításán alapul.  Az eredeti cikk szerkesztőit annak laptörténete sorolja fel. Ez a jelzés csupán a megfogalmazás eredetét és a szerzői jogokat jelzi, nem szolgál a cikkben szereplő információk forrásmegjelöléseként.